# 帕圖克森特山脈
84°43′S 64°30′W / 84.717°S 64.500°W
帕圖克森特山脈（英語：Patuxent Range）是南極洲的山脈，位於伊利沙伯女皇地，屬於彭薩科拉山脈的一部分，在1956年1月13日由美國海軍發現，根據美國地質調查局的測量和美國海軍的空中照片被繪入地圖。